# Camp de concentration de Lichtenburg
Pour les articles homonymes, voir Lichtenburg.
Le camp de concentration de Lichtenburg est un camp de concentration nazi situé dans un château du XVIe siècle à Prettin (Land de Saxe-Anhalt). Utilisé comme pénitencier à partir de 1812, le bâtiment est fermé en 1928 pour cause de vétusté et d'insalubrité.

## Historique

### De 1933 à 1945
Le 13 juin 1933, il devint un « camp de concentration pour hommes en détention provisoire ». Le camp de concentration de Lichtenburg a une importance historique car il fut un des premiers sites ayant eu une fonction de camp de concentration dans le système de l'état nazi.
Le plus ancien détenu, Wolfgang Langhoff, y entra le 6 décembre 1933. Ensuite, il y eut environ 70 % de détenus communistes, 20 % de détenus socialistes (comme Ernst Reuter) et 10 % de détenus politiques non affiliés à un parti. La surveillance incomba d'abord à la police, puis, à partir de la mi-août 1933, les SS la remplacèrent. En 1934, Arthur Liebehenschel en fut l'adjudant et, à partir du 1er juin 1934, il fut placé sous les ordres du camp de Dachau.
À partir de cette même année commença la chasse ouverte aux homosexuels. Après les décrets des Lois raciales de Nüremberg en septembre 1935 établissant la « Honte raciale », des détenus juifs y furent incarcérés. À la suite de la construction des camps de Sachsenhausen et de Buchenwald, le camp des hommes fut dissous en août 1937 et remplacé à partir de décembre 1937 par un camp de femmes. Le 15 décembre 1937, les 200 premières détenues arrivèrent du camp de femmes  de Moringen. Jusqu'en 1939, 1415 femmes y furent détenues et immatriculées. À côté des détenus politiques, qui pour une partie y étaient déjà incarcérées depuis 1933, renforcés depuis 1935 par les « Étudiants de la Bible » ou Témoins de Jéhovah, d'émigrantes rapatriées et des femmes d'origine juive pourchassées, de prétendues asociales et des criminelles de droit commun furent internées dans ce camp.
En octobre 1938, Maria Mandel fut intégrée dans le personnel du camp comme Aufseherin. Elle y travailla avec environ cinquante autres femmes qui, comme elle, appartenaient toutes à la SS. En mai 1939, elle fut envoyée avec d'autres gardiennes dans le camp nouvellement ouvert de Ravensbrück près de Berlin. Les détenues de Lichtenburg les y suivirent.
Les SS occupèrent le camp de 1940 à 1945.

### Après 1945
En 1995, l'association du camp dut lutter pour la conservation de ce site historique. Au début de l'été 2000, le KZ de Lichtenburg, propriété d'État, devait être vendu par la Direction Financière Supérieure de l'État fédéral de Magdebourg. Une protestation nationale et internationale se manifesta avec le slogan « Camp de concentration à vendre ». La question fut posée au Bundestag. En novembre 2004, le problème du site historique fut posé de nouveau. C'est seulement après des protestations massives que le gouvernement du Land de Saxe-Anhalt éclaircit sa position en annonçant clairement qu'il participerait financièrement au maintien du site et à son fonctionnement.

## Source
- (de) Cet article est partiellement ou en totalité issu de l’article de Wikipédia en allemand intitulé « KZ Lichtenburg » (voir la liste des auteurs).